# Liste der Gedenktafeln in Berlin-Neu-Hohenschönhausen
Die Liste der Gedenktafeln in Berlin-Neu-Hohenschönhausen enthält die Namen, Standorte und, soweit bekannt, das Datum der Enthüllung von Gedenktafeln.
Die Liste ist nicht vollständig.

## Neu-Hohenschönhausen
| Bild | Name                          | Standort                  | Datum der Enthüllung |
| ---- | ----------------------------- | ------------------------- | -------------------- |
|      | Großsiedlung Hohenschönhausen | Barther Straße 3          |                      |
|      | Japanische Kirschbäume        | Hagenower Ring 58         |                      |
|      | Mühlengrund                   | Rüdickenstraße 29         |                      |
|      | Lukasz Surowiec               | Falkenberger Chaussee 100 |                      |